# Roman Sawaryn
Roman Sawaryn (ur. 4 sierpnia 1905 we Lwowie, zm. 7 grudnia 1948 w Łańcucie) – polski lekkoatleta długodystansowiec, mistrz i rekordzista Polski.

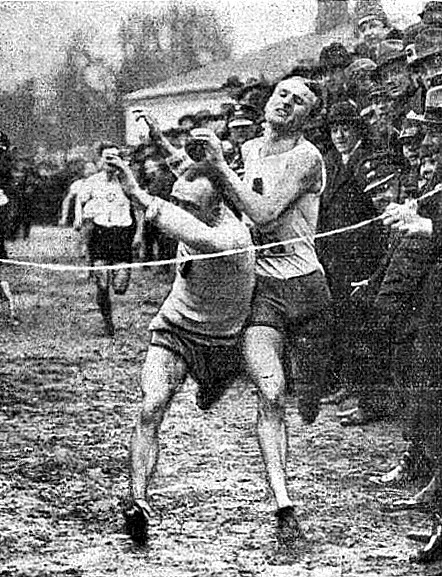
III Narodowy Bieg Przełajowy w 1928. Roman Sawaryn rzutem na taśmę o tzw. „urzędową pierś” pokonuje Józefa Jaworskiego

## Życiorys
Ukończył Szkołę Handlową we Lwowie w 1921. Był mistrzem Polski w biegu na 5000 metrów w 1926 i 1929 oraz w biegu na 10 000 metrów w 1926, wicemistrzem w biegu przełajowym w 1926 oraz  w biegu na 5000 m w 1927 i 1932, a także brązowym medalistą na 5000 m w 1925 i 1927 oraz na 10 000 m w 1925. Zdobył również złoty medal halowych mistrzostw Polski w 1933 w biegu na 3000 metrów.
Był rekordzistą Polski w biegu na 5000 m z czasem 16:04,0 (13 sierpnia 1926 w Warszawie podczas mistrzostw Polski.
W latach 1926–1929 startował w ośmiu meczach reprezentacji Polski (dziesięć startów) w biegach na 5000 m i 10 000 m, odnosząc 1 zwycięstwo indywidualne.
Rekordy życiowe:
- bieg na 800 metrów – 2:03,2 (30 czerwca 1929, Przemyśl)
- bieg na 1000 metrów – 2:43,7 (5 września 1926, Lwów)
- bieg na 1500 metrów – 4:10,2 (25 czerwca 1933, Lwów)
- bieg na 2000 metrów – 5:59,4 (4 sierpnia 1926, Lwów)
- bieg na 3000 metrów – 9:04,6 (21 maja 1932, Katowice)
- bieg na 5000 metrów – 15:56,2 (7 sierpnia 1929, Poznań)
- bieg na 10 000 metrów – 33:30,6 (14 lipca 1929, Lwów)

Był zawodnikiem Pogoni Lwów (1924–1934). W latach 1938–1939 był piłkarskim sędzią ligowym w okręgu lwowskim.
Po wojnie był założycielem i członkiem zarządu klubu Czuwaj Łańcut. Zmarł w Łańcucie, pochowany na Cmentarzu Komunalnym (sektor B2-15-11).

## Ordery i odznaczenia
- Srebrny Krzyż Zasługi (19 marca 1931)[8]